# McDonnell Douglas MD-80
McDonnell Douglas MD-80 — ближньомагістральний пасажирський літак, розроблений в США в 70-ті роки. Був призначений для заміни застарілого McDonnell Douglas DC-9.

## Сімейство
- MD-80 - базова модель
- MD-81
- MD-82/88
- MD-83
- MD-87 — укорочений варіант MD-80.
- MD-90
- MD-90-30ER
- MD-95 (Боїнг-717)

## Історія
Літак MD-80 вперше був представлений в 1980 році. Тоді ж почалися перші поставки авіакомпаніям Swissair і Austrian Airlines. Літак являв собою покращений DC-9, з новими двигунами, більш ефективною будовою крила і Т-подібним хвостовим оперенням. Примітною в конструкції літака була особлива компоновка крісел в економ-класі за схемою 2-3. MD-80 був дещо подовжений у порівнянні зі своїм попередником DC-9. Літак випускався з 1980 по 1999 роки і став гідним конкурентом літаку Боїнг 737-400. Всього було побудовано 1191 літак.

## Аеродинамічна схема
Двомоторний турбовентиляторний низькоплан із стрілоподібним крилом, Т-подібним оперенням (з переставним стабілізатором) і заднім розташуванням двигунів.

## Авіакомпанії-оператори
MD-80 був затребуваний багатьма авіакомпаніями світу і залишається в активній експлуатації досі, незважаючи на те, що виробництво останніх модифікацій цього лайнера було припинено в 1999 році. Станом на серпень 2008 року в експлуатації знаходилося близько 800 літаків. Головні користувачі MD-80:
- Anda Air
- Bravo Airways
- Буковина
- Aeroméxico
- Allegiant Air
- Northwest Airlines
- American Airlines
- Austrian Airlines
- Avianca
- Delta Air Lines
- Swiss
- Alitalia
- Scandinavian Airlines System (SAS)
- Finnair
- UM Airlines
- Iberia
- Japan Air System (JAS)
- China Eastern Airlines
- Midwest Airlines
- China Northern Airlines
- Alaska Airlines
- Korean Air
- Khors Air
- Austral.
- Onur Air.
- Aerolineas Argentinas
- ATA Airlines

## Технічні характеристики
|                                            | MD-81                    | MD-82/-88                   | MD-83                    | MD-87                     | MD-90-30ER    |
| Кількість пасажирів (в туристичному класу) | 172                      | 172                         | 172                      | 139                       | 172           |
| Максимальна злітна маса                    | 64,000 кг                | 67,800 кг                   | 72,600 кг                | 64,000 кг                 | 70,760 кг     |
| Максимальна дальність                      | 2,900 км                 | 3,800 км                    | 4,600 км                 | 4,400 км                  | 4,425 км      |
| Крейсерська швидкість                      | 811 км/год               | 811 км/год                  | 811 км/год               | 811 км/год                | 812 км/год    |
| Довжина                                    | 45.1 м                   | 45.1 м                      | 45.1 м                   | 39.7 м                    | 46.5 м        |
| Розмах крила                               | 32.8 м                   | 32.8 м                      | 32.8 м                   | 32.8 м                    | 32.87 м       |
| Висота в хвості                            | 9.05 м                   | 9.05 м                      | 9.05 м                   | 9.3 м                     | 9.4 м         |
| Силові установки                           | 2* 8,391 кгс             | 2* 9,072 кгс                | 2* 9,525 кгс             | 2* 9,072 кгс              | 2* 11,340 кгс |
| Тип двигунів                               | Pratt & Whitney JT8D-209 | Pratt & Whitney JT8D-217A/C | Pratt & Whitney JT8D-219 | Pratt & Whitney JT8D-217C | IAE V2525-D5  |

## Катастрофи
За даними станом на 3 червня 2012 року в катастрофах і серйозних аваріях було втрачено 28 літаків типів МакДоннелл Дуглас MD-81/82/83/87/88.
- Катастрофа MD-83 поблизу Анакапи
- Катастрофа MD-82 в Детройті
- Катастрофа MD-82 під Мачикесом
- Катастрофа MD-83 під Госсі

## Галерея

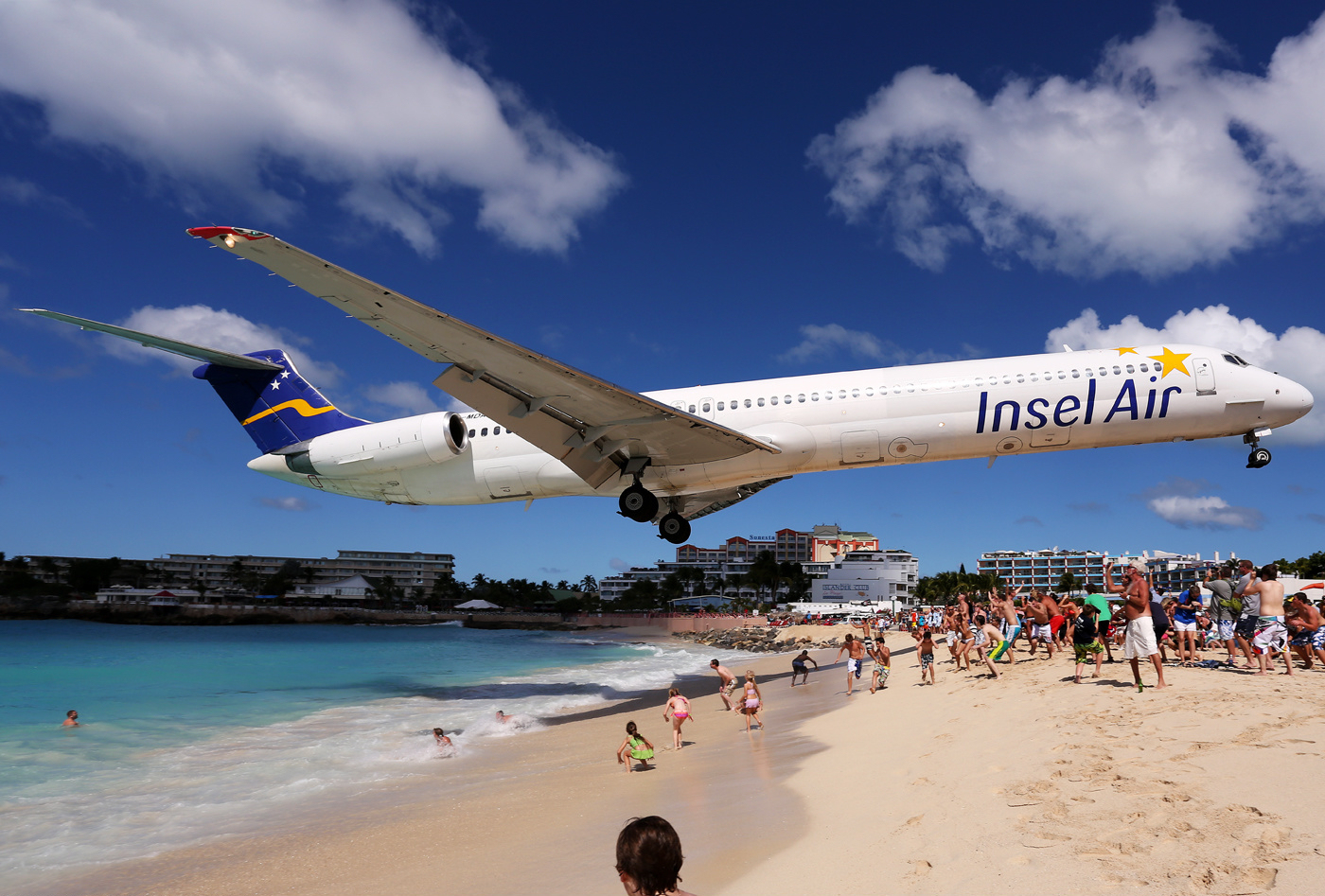
Літак McDonnell Douglas MD-83 авіакомпанії Insel Air заходить на посадку над пляжем Махо